# Lertavla

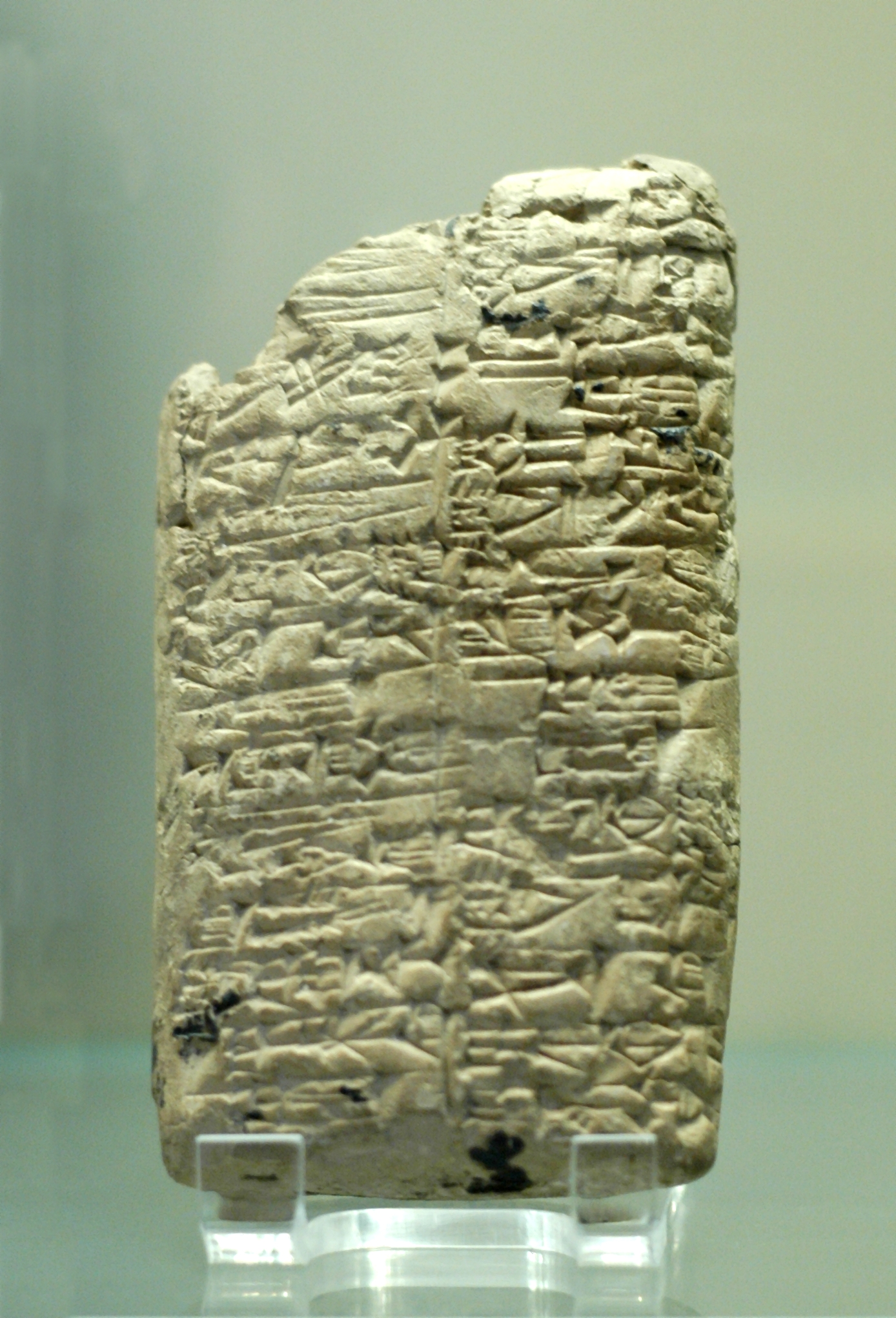
Lertavla från cirka 2270 f.Kr. med en lista över Akkads konung Rimushs segrar.

En lertavla är en skiva av lera som i äldre tider användes som underlag för skrift.
Från det fjärde årtusendet före Kristi födelse användes lertavlor som skriftunderlag i Mesopotamien av sumerer, babylonier, assyrier och hittiter. Den skrift som användes var kilskrift och den anbringades på lertavlan med hjälp av en stylus medan lertavlan ännu var fuktig. Stylusen tillverkades ofta av vass. När lertavlan fyllts med skrift torkades tavlan i solen, vilket gjorde den hård men skör. Vissa lertavlor brändes för att bli mer beständiga. De lertavlor som inte brändes kunde återvinnas genom att lertavlan blöttes upp i vatten och skriften utplånades. Obrända lertavlor kunde också brännas av misstag vid eldsvåda.
Samlingar av lertavlor kan sägas ha utgjort de första arkiven och även grunden till de första biblioteken. Tiotusentals lertavlor och fragment av lertavlor har hittats i Mellanöstern.
De allra äldsta lertavlorna man känner till kan vara lertavlorna från Tărtăria, vilka anses härröra från Vinčakulturen och har kol-14-daterats till tiden före 4000 f.Kr., möjligen så långt tillbaka som 5500 f.Kr., men tolkningen av lertavlorna är omstridd.
I den Mykenska kulturen har man inte hittat några belägg för att skrift har använts i något annat syfte än för beräkningar. Det finns fynd av lertavlor som har fungerat som etiketter och som har avtryck av korgflätning på baksidan. Andra lertavlor visar årliga summeringar, vilket antyder att man har använt sofistikerade räknesystem. I denna kultur brändes aldrig lertavlorna avsiktligt eftersom leran återanvändes när lertavlans innehåll blivit inaktuellt. Det finns emellertid fynd av lertavlor som blivit brända av misstag vid eldsvådor. Övriga fynd är sköra soltorkade lertavlor och vissa forskare undersöker möjligheterna att konservera dem genom att utsätta dem för en nutida bränning.